# Louis Castel de Vielfoy
Louis Castel de Vielfoy, né le 3 mai 1771 à Issendolus, dans le département du Lot et mort le 15 septembre 1852 à Paris,, est un chirurgien militaire de l'armée napoléonienne, membre de l’Académie de médecine. Il est connu pour ses critiques virulentes sur les théories médicales de son époque.

## Biographie
Hormis ses nombreuses critiques des grandes doctrines médicales de l'époque défendus par exemple par le Dr. Broussais, Louis Castel s'est longtemps battu pour l'établissement de Conseils médicaux, appelés Conseils de discipline afin de surveiller les pratiques des médecins.
Il accompagna les grenadiers du camp de Boulogne à Austerlitz puis la Garde lors de la campagne d’Espagne jusqu’en 1809. Plus tard, vers 1812, alors qu’il chevauchait aux côtés de la Grande Armée lors de la campagne de Russie, il perdit trois doigts de la main gauche à cause du froid. Il fut nommé chevalier de la légion d’honneur le 6 avril 1813.
En mars 1815, alors que Napoléon s’échappe de l’île d’Elbe, Louis Castel est nommé médecin principal du corps d’armée du Duc de Berry, dont la mission était de stopper la marche de Napoléon. Durant sa carrière, il a participé, en tant que médecin, à plus de dix campagnes militaires sous l’Empire et pendant la Restauration. Il est mort à l’âge de 82 ans de la lithotrite, rue du 29 juillet no 10 à Paris.

## Chronologie
- 1798 : Certificat d’études de Médecine selon le règlement du 30 fructidor de l’an VI. Il étudia la médecine à Paris, en tant qu’élève de Pinel.
- 1803 : Nommé chirurgien de deuxième classe au régiment des Grenadiers à cheval de la Garde des Consuls.
- 1808 : Chirurgien de la Garde impériale
- 1812 : Chirurgien de la Grande  Armée pendant la campagne de Russie
- 1814 : Chirurgien de la maison militaire du Roi.
- 1816 : Médecin ordinaire à l’hôpital de la maison du Roi.
- 1818 : Critique au Journal complémentaire.
- 1825 : Nommé membre honoraire de l’Académie de Médecine.

## Publications

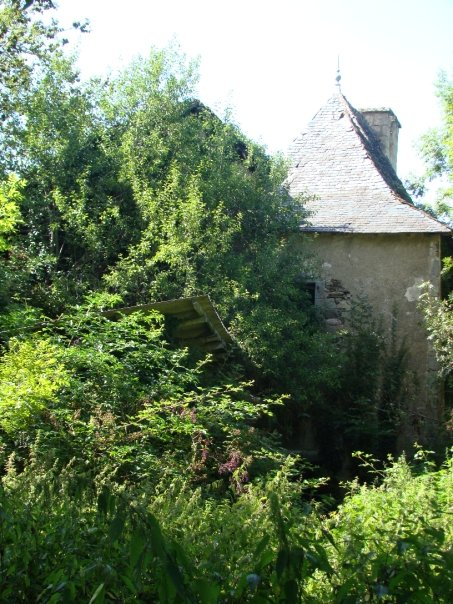
Ruine du chateau de Vielfoy

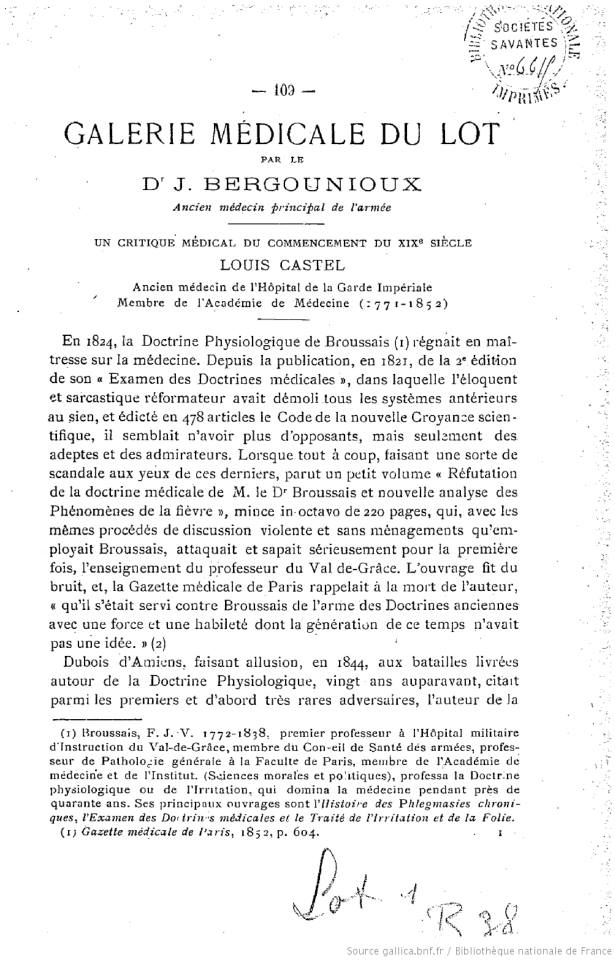
Première page de la biographie scientifique de Louis Castel de Vielfoy

- 1799 : Analyse critique et impartiale de la Nosogaphie philosophique de Pinel, Paris. Th. Barrois, an VII br. in-8° 68 p.
- 1803 : De asthmate. Dissertatio inauguralis, gymnaso medico parisiense exhibita, à Ludovico Castel. Parisiis, anno XI, apud Mequignon, in via Scholce Medicinoe, Th.[Quoi ?] no 210, in-8°.
- 1814 : Quelques réflexions sur le typhus, Journal général de Médecine, de Chirurgie et de Pharmacie ou Recueil périodique de la Société de Médecine de Paris, publié par J. Sedillot, T. 49, p. 37
- 1816 : Analyse et critique d'un Mémoire sur les fièvres intermittentes et rémittentes et la prompte administration du quinquina dans leur traitement par M. Hurtado, Journal général de Médecine..., T. 56, p. 407
- 1816 : Exemple de manie dépendante d'une affection chronique des poumons, idem, T. 56, p. 54
- 1817 : Guérison d'un cas de leucophlegmatie par le froid et le mouvement, idem, T. 57, p. 196
- 1817 : Analyse du plan d'études médicales de Vaidy, idem
- 1818 : De l'action du Cerveau, de quelques expériences sur le principe de la vie et des fausses conséquences, qui en ont été déduites, Journal complémentaire du Dictionnaire des Sciences médicales, T. 1, p. 193
- 1819 : Des établissements des aliénés en France etc, par le Dr Esquirol, idem, T. 4, p. 155
- 1819 : Solution de quelques questions sur l'aliénation mentale, idem, T. 4, p. 207
- 1820 : Observation de fièvre continue avec adynamie, dans laquelle le délire a duré cinquante-six jours, suivie de conseils sur le traitement des fièvres continues, idem, T. 5, p. 210
- 1820 : Observation de Cachexie scorbutique guérie par l'usage de l'eau de goudron, idem, T. 7, p. 114
- 1820 : De la médecine expectante appliquée aux catarrhes et aux maladies aiguës de la poitrine en général, idem, T. 8, p. 237
- 1821 : Analyse du Dictionnaire de médecine pratique et de chirurgie mis à la portée des gens du monde etc., par M. J.-F. Alexandre Pougens, idem, T. 9, p. 246
- 1821 : Observation d'ictère chronique guéri par l'usage des émollients et des apéritifs, idem, T. n[Quoi ?], p. 141
- 1822 : De la fièvre jaune, considérée dans sa nature et dans ses rapports avec les gouvernements par N. V. A. Girardin, Paris 1821, idem, T. 11, p. 347
- 1822 : Histoire de quelques doctrines médicales Comparées à celle du Dr Broussais, par Michel Fôdera, idem, T. 12, p. 333
- 1824 : Réfutation de la Doctrine médicale de M. le Dr Broussais et nouvelle analyse des phénomènes de la fièvre, Paris, Gabon, 1824, in-8°, XXII, 216 p.
- 1825 : De quelques préjugés sur le sommeil, Journal complémentaire du Dictionnaire des Sciences médicales, T. 21, p. 191
- 1826 : Considérations sur les stimulants, idem, T. 24, p. 289
- 1826 : De la contagion dans les affections fébriles, idem, T. 21, et à part, Paris, C. L. F. Panckouctre, 1828, in-8°, 23 p.
- 1829 : Observations sur la Folie. Rapport sur l'état mental du nommé Doux', avec Marc et Rostan, Annales d'hygiène publique et médicales, T. 2, p. 364
- 1829 : Considérations sur la sensibilité, Journal complémentaire..., T. 34, p. 1 et 193
- 1830 : Explication physiologique des phénomènes observés chez Rita-Christina, extrait de l'Abeille médicale, Paris, Gabon, 1830, in-8° 16 p.
- 1838 : Considérations sur l'Irritabilité et la Contractilité, Paris, 1838, in-8, 33 p.
- 1842 : Des erreurs et des subtilités qui sont nées de la division des nerfs en deux systèmes, Revue médicale, 2e série, 1842, et tirage à part.
- 1842 : Bases physiologiques de la Médecine, impartie, Réfutation de la Doctrine de Charles Bell et explication des phénomènes de la paralysie générale, Paris Fortin, Masson et Cic, 1842, in-8° 204 p.
- 1845 : Effets physiologiques de l'ascension sur les lieux élevés, Compte rendu de l'Académie des sciences, lundi 19 mai, T. XX, p. 501
- 1845 : Exposition de attributs du système nerveux ; Réfutation de la Doctrine de Charles Bell et explication des phénomènes de la paralysie, 2e édition augmentée des Bases physiologiques..., Paris. J.-B. Baillière, 1845, in-8°, 276 p.
- 1847 : Explication physiologique des phénomènes qui sont le produit de l'inhalation d'éther et réfutation des inductions tirées de quelques expériences qui ont été faites sur les animaux, Gat. méd.[Quoi ?], Paris, 1847, p. 552

## Citation
« Castel ne fut pas un des grands maîtres.de l'art de guérir, mais sa physionomie originale par certains côtés méritait d'être étudiée. Il a suivi pendant 13 ans, la Vieille Garde sur toutes les routes de l'Europe, et séjourné avec elle dans ses capitales, Vienne, Berlin, Madrid, Moscou... Il a été mêlé très activement à une des plus retentissantes polémiques scientifiques du commencement du XIXe siècle, et son effort personnel ne fut pas inutile, pour ébranler avant qu'elle fut abattue, la dernière des grandes Doctrines, si chères à nos ancêtres, qui ait été construite de toutes pièces par le dernier des grands systématiques 
de la Médecine. 
Dr Bergounioux, Galerie médicale du Lot, 1913 »